# Caçador de Marte
Caçador de Marte (Martian Manhunter no original) é um super-herói fictício de histórias em quadrinhos, que foi criado pela DC Comics. Ele apareceu pela primeira vez na história "The Strange Experiment of Dr. Erdel" em Detective Comics #225 (Novembro de 1955), escrita por Jack Miller e ilustrada por Joe Certa. J'onn J'onzz é um nativo de Marte, também conhecido como Ma'aleca'andra em sua língua nativa (uma referência a "Malacandra," o nome usado pelos habitantes de Marte na novela de C. S. Lewis, Além do Planeta Silencioso). No Brasil, durante muitos anos o personagem foi chamado de Ajax, o marciano.

## Aparência

### Corpo Verdadeiro
Em sua versão original, ou seja, o corpo que veio à Terra, e sua forma verdadeira, ele possui um corpo alto e magro. Sua cabeça é pontuda e fina com olhos vermelhos e pele verde.

### Corpo Transformado
Nesta forma, ele se parece mais com um humano. Seu corpo apresenta o mesmo formato. Não possui cabelos e seu corpo ainda é verde. Usa geralmente uma sunga azul com uma capa da mesma cor e  um "X" vermelho no peito. Em algumas versões mais modernas, seu corpo é todo coberto por um traje preto com o mesmo "X".

## Origem Pré-Crise
A era Pré Crise já foi desconsiderada pela DC Comics, de modo que nenhum heroi da DC Comics possui uma versão oficial Pré-Crise. Ainda assim, a título de curiosidade, a história é aqui apresentada. A história de J'onn J'onzz no Pré-Crise é ligeiramente diferente da atual origem. A começar, o Dr. Erdel, que teleportou o marciano à Terra, morreu de infarte logo após a chegada do mesmo.
J'onn também não era o último marciano de sua raça; ademais, ele tinha uma rivalidade com o General Blanx, um marciano que foi responsável pela destruição da atmosfera de Marte. Os marcianos conseguiram construir uma colônia chamada Novo Marte. Durante alguns anos, J'onn esteve fora da Terra, nesta colônia. Ele só participou da Liga em seus primeiros anos, e juntou-se de novo, como líder, duma fraca encarnação do grupo, pouco antes da Crise.

## Origem Pós-Crise
(Também desconsiderada como a do tópico acima) Marte era um planeta habitado por seres cuja ciência era totalmente voltada para a vida. Os marcianos são uma raça que evoluíram a criaturas gloriosas. Enquanto isso, a Terra ainda estava na infância, e Marte já tinha uma sociedade muito aberta. Isto foi baseado na natureza muito física de Marte, cujo grande potencial físico que se rivalizava com os Kryptonianos e Daxamitas. Enfim, Marte tinha uma raça de artistas, filósofos, guerreiros. Eles viviam em paz e em harmonia.... até que surgiu a grande peste. J'onn J'onzz foi separado do restante de sua raça quando o cientista da Terra, Saul Erdel, criou uma maquina, que segundo ele poderia alcançar os confins do universo, a fim de verificar se existia vida inteligente. Mas ele raramente conseguia com que sua maquina funcionasse. Até que algum dia nos anos 50, seu invento funcionou. Para a sua surpresa, a maquina transportou um marciano macho com o corpo de uma pequena criança marciana nos braços. Ele era J'onn J'onzz, e se comunicou com Erdel telepaticamente. Após J'onzz recuperar a sua saúde, Erdel estava pronto para envia-lo de volta para casa. Mas J'onn não quis. Ele estava arrasado com a praga que atacava Marte, dizimando seu povo, e com a morte de sua filha. Tudo o que J`onzz queria, era se preservar de mais sofrimento. Neste estado, Erdel aproveitou seu link telepático com Ajax para dar uma nova identidade para o alienígena. Em uma sugestão de Erdel, J'onn tentou esquecer as magoas de seu passado, e viver uma nova vida, entre os humanos. J'onn queria tornar a Terra a sua nova casa. Após ensinar para J'onn a sua língua, Erdel encenou a sua própria morte, para forçar à J'onzz ir viver a sua própria vida entre os humanos. J'onzz adotou a TV como uma grande fonte de informação. Após ver inúmeros casos de polícia (pela TV), ele decidiu lutar pela justiça. Usando seus poderes telepáticos, Ajax criou uma nova vida com passado (na mente de outras pessoas).
Ele tinha até ido à escola e universidade e era agora John Jones. Ele se tornou um detetive, na luta contra o crime, em Gotham City. Mas ele nunca pode esquecer o seu passado real. Por quase uma década, J'onn viveu entre os humanos como John Jones, só usando sua verdadeira forma quando tinha que enfrentar oponentes mais poderosos. Em 1968, ele simulou a própria morte, a fim de proteger a sua verdadeira personalidade. Assumiu a identidade de Marco Xavier, e enfrentou ameaças mais poderosas. Contudo, ainda manteve-se escondido do mundo. Foi quando foi membro fundador da Liga da Justiça. Como um guerreiro marciano, ele permaneceu no grupo durante décadas, já que lá, poderia lutar pela justiça sem medo. Ele se tornou o mais antigo membro da Liga da Justiça, que desde então esteve diretamente ligada a sua história. Anos mais tarde retomou à identidade de John Jones, quando se transformou em um detetive particular. J'onn também fez parte da Liga da Justiça da América, e Liga da Justiça Internacional. Ele considerava a equipe como uma família. Apesar de ser um brilhante líder, geralmente deixava a liderança com o Super-Homem. Em uma missão da LJI, J'onn enfrentou um vírus, e por meio da magia do Sr. Destino, J'onn se tornou um prisioneiro de si mesmo. Por meses, ele ficou sem saber o que estava acontecendo dentro de si. Isso levou à intervenção de H'ronmeer, o deus marciano do fogo. Foi reconstruída a máquina de Erdel, a fim de enviar O Caçador de Marte de volta à Marte, onde J'onn poderia enfrentar H'ronmeer. Quando retornou de Marte, J'onn não tinha mais conflitos internos nem tinha mais medo de seu passado. Quando a LJI se dissolveu, ele considerou a possibilidade de retornar para o seu planeta natal, mas foi novamente convidado à reintegrar a força-tarefa da Liga da Justiça

## Poderes e habilidades

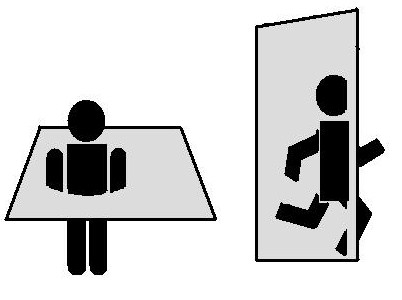
A capacidade de se tornar intangível representa uma de suas principais formas de defesa.

Invisibilidade: Reajustando mentalmente os seus biopolímeros, estes deixam de refletir a luz, tornado J'onn invisível ao olho humano. Com um maior grau de concentração pode mesmo tornar-se indetetável em quase todas as frequências do espectro eletromagnético (incluindo ultravioleta e infravermelho).
Intangíbilidade: J'onn consegue atravessar matéria sólida. Embora não haja certezas sobre a origem deste poder, especula-se que derive das suas habilidades psiónicas. Outra hipótese sustenta que ele poderá transferir temporariamente a sua massa para outra dimensão, ficando etéreo como um fantasma enquanto ela lá permanece.
Telepatia: Um dos mais poderosos telepatas da galáxia, J'onn consegue, mesmo a grandes distâncias, ler e controlar mentes com extrema facilidade. Pode igualmente reprogramar o subconsciente de um indivíduo levando-o a esquecer ou a acreditar em algo. Às suas extraordinárias habilidades telepáticas, J'onn associa ainda a capacidade de mover objetos com a mente (telecinese). Ele também é altamente resistente a diversos tipos de ataques telepáticos.
Regeneração acelerada: Graças ao absoluto controlo que tem sobre a sua estrutura molecular, o Caçador de Marte consegue regenerar quase instantaneamente tecidos orgânicos danificados e membros amputados.
Visão marciana: À semelhança do Super-Homem, J'onn dispõe de poderes oculares de amplos espectro consistindo em visão calorífera, telescópica, microscópica, infravermelha e de raios X.
Transformismo:  O Caçador de Marte tem habilidades de mudança de forma. Ele costuma usar o disfarce humano do detetive John Jones. Ele costuma demonstrar crescer um par extra de armas para complementar suas habilidades de combate e sua força. Ele pode ficar rígido ou maleável, além de alterar o tamanho e o comprimento dos membros.
Características sobre-humanas:  Ele possui força, resistência, longevidade,  velocidade e sentidos a níveis extremamente superiores a de humanos comuns. O seu poder físico o torna um dos mais poderosos membros da Liga da Justiça e do mesmo modo, comparável aos pesos pesados do Universo DC, incluindo Superman e Mulher Maravilha. Podendo ter a sua força ainda aprimorada com a manipulação da sua densidade corporal e as suas habilidades telecinéticas.
Intelecto nível gênio: Além de suas habilidades sobre-humanas como marciano, J'onzz também é um gênio e detetive muito capaz. Como Batman menciona em seu arquivo, "de várias maneiras, o Caçador de Marte é como uma amálgama do Super-Homem e do próprio Cavaleiro das Trevas".
Ele também pode voar.

## Fraqueza
Um dos traços marcantes do Caçador de Marte é sua fraqueza ao fogo. Embora tenha sido um elemento do personagem desde suas primeiras aparições, os escritores têm retratado este fato com grande inconsistência ao longo da carreira do personagem. Em alguns casos, é retratado como uma susceptibilidade física inerente à raça marciana, enquanto em outros momentos, tem sido explicada como um transtorno pessoal psicossomático. O grau de vulnerabilidade também tem sido extremamente incoerente, em alguns casos, capaz de acabar com seus poderes e matá-lo, enquanto outras vezes simplesmente provoca dor ou delírio, com nenhum perigo real de danos físicos. Esta fraqueza foi diminuída ou curada em mais de uma ocasião, só para ter que voltar com uma vingança em uma história mais tarde. Assim, é difícil definir o real aspecto desta fraqueza.
Em suas primeiras aparições, o personagem foi mostrado como tendo uma fraqueza ao fogo, enquanto em sua forma nativa marciana.
Ao longo do tempo, acentuou-se o caráter pirofóbico do personagem, com o fogo sendo "o calcanhar de Aquiles de Marte", equivalente à vulnerabilidade do Super-Homem à kriptonita. A exposição ao fogo normalmente leva J'onn a perder sua capacidade de manter sua forma física, 'derretento' em uma poça de plasma verde contorcida. Um relato explicou que a fraqueza às chamas foi inserida nas mentes telepatas marcianas, com o fogo causando tanto caos em suas mentes, que estes desmoronam psíquica e fisicamente. Recentemente foi revelado, durante o enredo Trial By Fire [15], que esse medo foi inculcado em um nível genético pelos Guardiões do Universo 20.000 anos atrás, para enfraquecer o que era então uma espécie muito agressiva à beira da conquista interestelar.
Em algumas das edições mais recentes ele demonstrou que se "auto-curou" de sua fraqueza utilizando de sua mutação para alterar sua fisiologia e apagamento de memórias, porém, pra ele isso não é mais uma fraqueza por nem se lembrar do fogo e ele nem mais o afetar.

## Ajax
O nome Ajax foi inventado pela editora brasileira EBAL, no original seu nome é apenas "Martian Manhunter" (Caçador de Marte), para poder caber dentro dos balões de diálogo no formato adotado no Brasil. Este nome foi mantido pela Editora Abril e só recentemente, com a publicação da DC Comics pela Panini, é que se estabeleceu a tradução do seu nome original. Outros nomes já foram alterados no Brasil, como o casal Lois Lane e Clark Kent, no Brasil batizados de Mírian Lane e Eduardo, até uma certa época.

## Outras mídias
- O Caçador de Marte não teve participação em nenhuma série dos Super-Amigos, nem mesmo era citado em qualquer menção.
- Em 1997, J'onn J'onzz fez sua primeira participação em outra mídia: A Televisão. O Caçador de Marte foi adaptado para TV num filme da Liga da Justiça produzido pela HBO. O ator David Ogden Stiers interpretava J'onn J'onzZ, o líder da Liga da Justiça, que pouco aparece no filme, e mesmo assim só é visto com uma iluminação bastante precária. Mesmo barrigudo e com uma máscara de borracha cruelmente esquisita, o marciano conseguiu ser o personagem mais envolvente no filme, as melhores falas estão em sua boca e os ângulos de câmeras mais atrativos também. Em Liga da Justiça da América, J'onn J'onzZ contacta a Liga pelo aparelho de TV do apartamento de Guy Gardner, interrompendo a programação para dar as últimas notícias para a Liga.
- Em 2000, estreou a série animada Justice League Animated, trazendo a Liga da Justiça formada por Super-Homem, Batman, Mulher-Maravilha, Lanterna Verde, Flash, Mulher-Gavião e Caçador de Marte. A série mantêm uma certa fidelidade com os quadrinhos, principalmente na personalidade dos heróis. Último sobrevivente de seu planeta, veio à Terra para avisar sobre a invasão dos marcianos brancos que devastaram seu mundo e acabou ingressando na Liga da Justiça. Apesar de algumas diferenças em relação aos quadrinhos, o super-herói marciano é um dos mais poderosos membros da Liga. No original, a dublagem de J'onzz é feita por Carl Lumbly. E, no Brasil, por Dário de Castro. Em 2002, surgiu uma nova série da Liga Justiça, uma continuação da antiga: Liga da Justiça Sem Limites, apresentando centenas de personagens novos. Nesta série, J'onn apenas mantêm-se na Torre da Liga coordenando tudo, até que passa por uma crise e desaparece, deixando o cargo de coordenação para o Sr. Incrível.
- Por volta de 2006, na série Smallville, no episódio Statix, surge um misterioso herói com seu rosto sempre desfocado e com olhos vermelhos. Sim, é J'onn J'onzz, fazendo uma participação no que viria a ser a Liga da Justiça. Nessa série, John Jones é interpretado por Phil Morris.
- No inovador desenho, com uma tendência mangá, The Batman, produzido por um dos produtos da antiga Justice League Animated, J'onn J'onzZ faz um participação, mantendo fidelidade aos quadrinhos.
- Em 2008, com o longa animado Liga da Justiça: Nova Fronteira, o Caçador de Marte surge de forma fiel à obra-prima de Darwyn Cooke vencedora dos prêmios Eisner, Shuster e Harvey.
- Em 2011-2012, Caçador de Marte aparece em Justiça Jovem diversas vezes, na primeira e segunda temporada da série, juntamente com sua sobrinha, a marciana branca M'gann, que na primeira temporada tem um relacionamento complicado com Superboy.
- Em 2015-2016 ele entrou para o elenco regular da serie da Supergirl (inicialmente no canal CBS e posteriormente no canal CW), teve a primeira aparição no episodio 7, em “Human For A Day”. Na serie ele comanda a DOE, uma equipe do governo que combate alienígenas.
- Ele também aparece na hq Sandman, de Neil Gaiman, e demonstra extremo respeito, se curvando perante o personagem Sonho, que aparentemente era glorificado em Marte assim como acontecia na Terra sendo conhecido como o deus Morfeu.
- O Caçador de Marte também é um personagem jogável, obtido por um DLC, do jogo de 2013 Injustice: Gods Among Us.
- O Caçador de Marte é um personagem jogável no jogo para celular DC Legends

### Cinema & Streaming
- Caçador de Marte está presente no Universo Estendido DC, tendo breves participações nos filmes O Homem de Aço (2013) e Batman v Superman: Dawn of Justice (2016) disfarçado de General Swanwick além de aparecer em  Liga da Justiça (2021) disfarçado de Martha Kent, o Caçador de Marte é interpretado por Harry Lennix.